# ジュエルペット (アニメ)
『ジュエルペット』（Jewelpet）は、サンリオとセガトイズによるキャラクター「ジュエルペット」から派生した日本のテレビアニメ。テレビ大阪を制作局として、2009年4月5日から2010年3月28日までテレビ東京系列にて放送された。全52話。

## 概要
2009年4月5日からテレビ大阪発・テレビ東京系列 日曜朝9時30分枠にて放送を開始、字幕放送。この作品から同枠初の16:9のハイビジョン制作となった。アナログはレターボックス放送。フォーマットは、『おねがいマイメロディ』シリーズまではオープニングの提供ベース後、CMを挟みAパートが開始されたのに対し、この作品からはオープニングの提供ベース後CMを挟まずにAパートが始まる方式に変わった。
人間界に飛ばされたジュエルチャームを拾い元に戻すことが物語の主軸になっており、物語が進むにつれてダーク魔法使いのジュエルペットの存在が明らかになり、ダーク魔法使いのジュエルペットを悪しき心から解放する流れへと変わる。
ルビーの性格がサンリオ・セガトイズの公式設定では「礼儀正しくて綺麗好き」の設定であるが、本作では「やんちゃでいたずら好き」の設定であるなど、原作とは設定が異なるジュエルペットも見受けられ、原作で存在する設定では誕生石や色属性に関しては本作では反映されていない。ただし、誕生日の設定は原作と共通である。
本作は今後のジュエルペットのアニメシリーズの製作体制を模索するための試験的作品という位置付けになっており、サンリオ・セガトイズのキャラクターのプロフィールに空欄があるなど、開発の中途段階にあった。そのため作中ではジュエルペットのプロモーションに力を入れており、各々のペットがインパクトに残るようにシナリオが組まれているのが特徴である。作風全体としては前番組『おねがいマイメロディ』シリーズの固定視聴者を今後の『ジュエルペット』シリーズの顧客ターゲットとして取り込むことを意識した作りになっている。
視聴率についてはフジテレビ系列で放送されていた『ドラゴンボール改』『ONE PIECE』の強力ラインナップの裏であることが災いし、関東地区では平均1.5%とそれほど高くなかったが、サンリオからライセンス展開されたキャラクター商品の人気が高く、初年度の目標売上高を上回り成功した。
担当声優は『おねがいマイメロディ』シリーズから引き続き参加している者が多く、また1人で複数のキャラクターを担当する声優もいた。一般芸能タレントも数人声優に起用されていた。

## あらすじ
魔法の国ジュエルランドでは瞳に宝石を持つ動物、ジュエルペットが日夜魔法を学んでいた。ある日、ジュエルランドの大掃除のため、ジュエルペットはラクマージョによって宝石化されて森の中で待つことになった。ジュエルペットの一匹、ルビーは森で隠れるのが嫌で黙って浜辺へ遊びに行ってしまう。しかしその間に、強風でジュエルペットたちは人間界へ飛ばされてしまった。浜辺から帰ったルビーはジュエルランドの異変に気づき王宮へ向かい、そこでラクマージョたちからジュエルペットたちを探すために人間界へ渡るよう命ぜられる。そのころ、人間界の宝ヶ石市では、中学生の紅玉りんこが入学式の祝辞を任されて途方に暮れていた。その夜、どのようにすればいいか悩んでいた彼女の前に流れ星が落ちる。その流れ星はルビーそのものだった。

## 登場人物
アニメ第1シリーズはジュエルペットと人間の2人1組として主にルビー中心にジュエルペットがメインとなるため、人物側はあくまで準キャストとなる。エンドロールにてジュエルペットが先、人間側が後となっている。なお第1期での舞台は人間界がメインとなっている。

### 人間界

#### 主要人物
紅玉 りんこ（こうぎょく りんこ）
声 - 亀井絵里（モーニング娘。）
パートナー：ルビー
人物側の主人公。中学2年生。くじ引きに当たって入学式で在校生祝辞を読むことになり、祝辞を言えるよう勇気が欲しいと願った時に夜空からルビーが飛来し、以後ジュエルペットに関わっていくことになる。ルビーやあおいが天然ボケなためかツッコミ役。恋愛に奥手で気の弱い所が目立つが、その反面正義感は強く、他人のために行動力を見せることも多い。高所恐怖症で、英語が大の苦手。27話からジュエルステッキを使いこなすため虹色学園と魔法学校の両方に通っている。ディアンが変身したアンディ王子に一目惚れをしてしまい、41話で晃に告白されるものの断った。45話でジュエルゲームの絵合わせで負けてしまい、ディアンの元に行ってしまう。後に帰るがアンディ王子のプロポーズを受けてしまい、ディアンの魔法で再び連れ去られてしまう。しかし、晃のキスで元に戻った。最終的に晃と恋仲になり、52話で改めて晃に告白する。
2012年公開の『映画ジュエルペット スウィーツダンスプリンセス』にてゲスト出演。車に変形したネジ川テツオに乗っていた。
朝岡 みなみ（あさおか みなみ）
声 - AKINA
パートナー：ガーネット
りんこの幼馴染で親友。体育会系であるが、自室はピンク一色で染まっている。りんこが虐められた時に庇う役だった。実家はお好み焼屋であり、双子の弟がいる。剣道部に所属していて、その先輩である宮本に恋しており、そのことで悩んでいたのがきっかけでガーネットのジュエルチャームが出現した。入部したてのころ試合で自分のせいで負けたことで退部をしようとしたが、宮本に励まされ恋をした。蛇が苦手。
最終回のエピローグでは宮本とのデートに着る服を悩んでおり、宮本と両思いになった様子。
2012年公開の『映画ジュエルペット スウィーツダンスプリンセス』にてゲスト出演。車に変形したネジ川テツオに乗っていた。
有栖川 あおい（ありすがわ あおい）
声 - 沢城みゆき
パートナー：サフィー
私立虹色学園理事長の娘で、有栖川財閥の令嬢でもある。学園内では取り巻きが多くいる。あまりにも恵まれすぎた環境ゆえに親友が一人もいなかったが、りんこやみなみとの関わりにより、親友を手に入れることができた。それ以降はりんこたちと行動を共にして、ジュエルペットの捜索に協力する。おっとりとしていて天然。憧れの俳優はユアン・バックレガーで、サフィーの力によって会うことができた。
ひょんな理由でナオトと知り合い、身分違いではあるものの彼と交際することになる。最終回でもナオトとの関係は続いている。
2012年公開の『映画ジュエルペット スウィーツダンスプリンセス』にてゲスト出演。車に変形したネジ川テツオに乗っていた。
帯刀 啓吾（たてわき けいご）
声 - 宮野真守
パートナー：フローラ
日本政府総理秘書官。りんこたちにジュエルペットの存在を教え、ルビーの仲間たちを探すバックアップを担っている。よくルビーたちに振り回されておるためツッコミ役。最初はルビーによく苗字を間違われていたが、11話から「タッキー」と呼ばれることになった。ジュエルペットに関しては「国家機密」であることをりんこやルビーたち本人に何度も忠告しているのだが、ほとんど無意味に終わってしまっている。本人もそのことをかなり気に病んでおり、後にダイアナの影響もあって、マスコミにジュエルペットの存在を打ち明けてしまう。英語の知識はトップクラスで、バスケットボールを得意とする。
七瀬 晃（ななせ あきら）
声 - 甲斐田ゆき
パートナー：ネフライト
16話にて、ニューヨークからりんこの隣に引っ越してきた男の子。ニューヨークのバスケットボールチームに所属していた経験を買われて、小学生のバスケットボールクラブのコーチを担当する。バスケの実力とチームから得られる信頼は本物だが、低い身長に強いコンプレックスを抱いている。2学期からりんこのクラスメイトになる。ダーク魔法でスパルタ指導を行うようになったが、りんこたちの活躍で元に戻った。小学生扱いされたことから、りんこを「へちゃむくれ女」や「オランゲ」と言う。「オランゲ」の由来はりんこが英語の授業のとき「Orange（オレンジ）」を「オランゲ」と発音したから。父親が仕事で家を留守にすることが多く、家事を任されている。父親のことを尊敬していて、父親の写真集を大事にしている。転校早々、蔵之輔と友達になる。41話でりんこに告白するもふられる。52話でりんこに「好き」と告白される。
アンディ・サマエル
声 - 福山潤
ディアンが魔法薬で人間となった姿。アンディはディアンを業界語っぽく前半と後半を逆にして言っているだけ。ディアンの項目を参照。

#### 私立虹色学園
麻布 涼子（あざぶ りょうこ）
声 - 橘田いずみ
パートナー：プレーズ
あおいの取り巻きの一人。基本的に真面目な性格で、中学の受験を控えている妹がいる。放送部に在籍している。
広尾 恵（ひろお めぐみ）
声 - 井上奈々子
パートナー：リル
あおいの取り巻きの一人。眼鏡を掛けている。放送部に在籍している。自分の美貌に自信があったがダーク魔法をかけられたことで自分が豚に見えるようになり、その状況に絶望するもリルを通じて内面の美しさが必要であることに気づく。
宮本 久志（みやもと ひさし）
声 - 出先拓也
パートナー：カイト
剣道部部長。みなみが片思い中の男の子で、恋には鈍感。毎朝の「さわやか体操」が日課である。これは暑苦しい上に声も大きいため近所からのひんしゅくを買っているが、本人は意に介していない。泳ぎは苦手である。お好み焼きが大好物。
最終回ではみなみと両思いになっている。
麺間 ラー子（めんま ラーこ）
声 - 高原瑞季
パートナー：リン
宝ヶ石商店街のラーメン屋の看板娘でりんこのクラスメイト。お笑い音痴。
日向 蔵之輔（ひなたくらのすけ）
声 - 岡本信彦
パートナー：チターナ
りんこたちのクラスメイトでバスケット部所属。晃が転校して早々、声をかけて友達になる。勉強もスポーツも普通。晃に友達思いと評される。引っ込み思案な性格を直すためにクラス委員をしていたが、29話で隣のクラスのリリカの対抗馬としてりんこたちに生徒会長に擁立され立候補して当選する。
姫野 リリカ（ひめの リリカ）
声 - 伊瀬茉莉也
パートナー：サンゴ
りんこたちの隣のクラスにいる「有栖川財閥」のライバルで「姫野財閥」の娘。いつも高笑いをする。29話で生徒会長に立候補するが落選し、紆余曲折の末改心した。

#### 主要人物と家族関係
紅玉 小百合（こうぎょく さゆり）
声 - 甲斐田ゆき
パートナー：ラルド
りんこの母。
紅玉 光夫（こうぎょく みつお）
声 - 木内秀信
パートナー：ラルド
りんこの父。二人とも毎月22日の「夫婦の日割引デー」には映画に行き、そのシーンを再現するほどの映画好きである。
朝岡 裕次郎（あさおか ゆうじろう）
声 - 田中しげ美
みなみの父でお好み焼き屋の店長。
朝岡 哲也、朝岡 ひろし（あさおか てつや、あさおか ひろし）
声 - 大原桃子
パートナー：トール
いつもどちらが兄かを争う双子で、みなみの弟。トールがお兄さんになって以来、争うことはなかった。二人ともバスケットボールをやっている。
服部 玄士郎（はっとり げんしろう）
声 - 高岡瓶々
パートナー：キング
有栖川家に70年仕える執事。あおいが幼少時代に手作りのたこ焼きを渡そうとして背中に付いたためやけどをし、その時の痕があざとして北斗七星の形で残っている。花火師、柔道黒帯など様々な資格を持っている。また、筋骨隆々である。
七瀬 猛夫（ななせ たけお）
声 - 三上哲
晃の父でカメラマン。仕事で家を留守にすることが多く、家事を晃に任せている。
リナ
声 - 野田愛佳
みなみの従姉妹。
マー坊
声 - 金田アキ
リナの子供。

#### 怪盗ハーブ団
初登場時には怪盗生活を送りながらダイアナと共に行動していたが、決別後には総理大臣に極秘裏に雇われていた。
ミント
声 - 竹内順子
「怪盗ハーブ団」リーダー。3人の中で最も使命感はあるが、あくまで怪盗としてのプライドを貫いており、ダイアナに忠誠を誓っている描写は見られない。年齢は30代であり、「おばさん」呼ばわりされるのを気にしている。涙もろい一面もある。登場時のセリフは「人呼んで、セクシー&ゴージャス」。
セージ
声 - 木内秀信
怪盗ハーブ団メンバー。体がガリガリで力も弱い。お人好しで弱腰な性格だが、捨て猫を放っておけない人情深い一面もある。ミントに罵られることに喜ぶマゾヒストな面もある。ハーブ団がダイアナと関わるきっかけを作った人物であり、ダイアナのジュエルチャームが反応したのもセージである。「〜ッス」が口癖。登場時のセリフは「その右足にして究極のキモカワメン」。第51話再登場ではスタイルや顔つきもよくなった。
アオジソ
声 - 小林晃子
怪盗ハーブ団メンバー。なんでも食べ物のことになる。「キャハ」が口癖。登場時のセリフは「その左腕にしてプヨカワナンバー1ギャル」。第51話再登場ではスタイルや顔つきもよくなった。

#### その他の登場人物
総理
声 - 太田哲治
パートナー：ユーク
日本の総理大臣。アニメでは日本政府がジュエルランドの存在を認知しているが、国家機密であり一般国民に対しては隠蔽されているという設定になっており、「極秘の専用回線」も敷かれている。
麺間（めんま）
声 - 赤澤涼太
ラーメン屋の店長で、ラー子の父。
ユアン・バックレガー
声 - 岡部涼音
あおいも大ファンのイギリス人映画俳優。
麻布 美咲（あざぶ みさき）
声 - 中山恵里奈
パートナー：プレーズ
涼子の妹で学習塾に通っている。ダーク魔法の効果で学力が落ち一時期に不良になっていた。
ミッチー
声 - 内匠靖明
パートナー：ペリドット
本名は桶川みちる。りんこやミントも大ファンで今まで王子役をやっていたがペリドットの魔法のおかげで憧れのお姫様になり、「宝ヶ石歌劇団」を誕生させた。
関監督
声 - 岡部涼音
映画「夕日の王子様シリーズ」（後の「夕日のお姫様」）の監督。りんこをお姫様代役に迎える。
帯刀 ヨネ（たてわき ヨネ）
声 - 長浜満里子
帯刀の祖母で、今まで999人のカップルを生み出した。
チエ
声 - 山田茉莉
パートナー：ミルキィ
帯刀の幼馴染。昔はきれい好きではなかったが、大人になるとりんこも負けるほどの完璧美人になった。
ケン
声 - 立花拓也
帯刀のいとこ。ダーク魔法にかけられレディースになったチエをりんことともにミルキィのジュエルチャームを呼び出し、彼女の魔法で元に戻した。
壁野 花子（かべの はなこ）
声 - 花村怜美
パートナー：ルナ
モデルのARATOと文通している容姿の冴えない女の子。ルナの魔法により、一日だけファッションショーの”スパークリング・ガール”に選ばれるおしゃれな女の子に変身するが、ARATOと再会して二人でステージに躍り出た直後に魔法が解けてしまった。しかしARATOにはありのままの自分を受け入れられる。
ARATO
声 - 細谷佳正
パリで仕事をしている人気のイケメンモデル。モデルデビューする1年前は花子と同じく冴えない容姿だった。
桜木 ナオト（さくらぎ なおと）
声 - 我妻正崇
パートナー：アクア
回転寿司屋でバイトをしている高校生。ありすと知り合い恋人になった。昔は強さを誇示したいだけの喧嘩好きだったが、根は小動物を愛する心優しい性格の持ち主。昔、悪いクラスメイトに自分の育てていた金魚を殺されたことがあり、「大切なものを守りたい気持ちが本当に自分を強くする」という祖母の言葉を胸に喧嘩をやめた。
最終回でもなおありすとの交際は続いている。

### ジュエルランド
キマージョ
声 - 長浜満里子
喜怒哀楽の喜、いつも笑っている。衣装は黄色系。
ドマージョ
声 - 皆川純子
喜怒哀楽の怒、いつも怒っている。その反面本音を素直に言い面倒見もいい。衣装は赤系。
アイマージョ
声 - 甲斐田ゆき
喜怒哀楽の哀、いつも泣いている。マイナス思考だが感激屋。衣装は青系。
ラクマージョ
声 - 井上奈々子
喜怒哀楽の楽、いつもお気楽。
魔法の国ジュエルランドを統べる四人の魔女のリーダー的存在。
最初は宝ヶ石市だけに「人間がジュエルペットを受け入れる魔法」をかけていたが帯刀がマスコミにばらしたことをきっかけに日本全土に同様の魔法をかける。他にもジュエルペットをジュエルチャームに変える魔法も使う。衣装はピンク系。
モルダヴァイト校長
声 - 下崎紘史
ジュエルペットたちが通っていた学校の校長。
ハーライト先生
声 - 石橋美佳
ジュエルペットたちが通っていた学校の女性の先生。
ルビーのクラスの担任の先生。第6話からバカンスをしていたが、第18話でバカンスからジュエルランドに帰ってきた。
サルファー先生
声 - 高坂篤志
ジュエルペットたちが通っていた学校の先生。男性。
ジャッジ君
声 - 下崎紘史
古代ジュエルランド時代から伝わるゲームの審判人形、ゲーム中は厳格なジャッジはするもののそれ以外にはルーズな部分もある。

### ジュエルペット

#### 主要ジュエルペット
ルビー
声 - 齋藤彩夏
ジュエルパワー：勇気
反応した人物：紅玉りんこ
ジュエルペット側の主人公。魔法テストでは、万年0点の落ちこぼれである。魔法レベルは最下級のアクリル級で毎回爆発「ちゅど〜ん」を起こしてしまう。『大掃除の日』にチャーム形態で眠りの森へ行くことをサボり、人間界に落ちてしまったジュエルペットたちを探す使命を受けた。チャーム形態で人間界に送り込まれ、りんこの元へ辿り着き、彼女と共にジュエルペットを探すことになった。
大人しくするのが苦手で、『国家機密』でありながらも、勝手にりんこの学校に行ってしまうこともある。また、享楽的な一面があり、行く先々で余計なことをしては騒動を起こす（23話など）。原作では「礼儀正しくて綺麗好き」の設定だが、本作では全く逆である。最初は帯刀の名前をわざとらしく間違えるが、「たっきー」と呼ぶことになった。
りんこたちに落ちこぼれであることがばれてからは魔法の勉強をさせられるが、初歩魔法である物体浮遊術の勉強をしているうちに物体消去術を偶然習得していたこともある。しかしそれ以降は勇気の魔法によって効果は一意に決まっていない。りんこが使うジュエルステッキにパワーを送るときに初めて勇気の魔法が成功した。ジュエルステッキを手にしても魔法レベルはアクリル級のままだったが、魔法技能テストの追試として真の勇気を試す試験に合格したことによりグラス級に昇進した。しかし、失敗したとき爆発する癖は変わらない。50話 - 51話では、ラブラの特訓で魔法レベルがスーパークリスタル級へと成長するが、ディアンを元に戻す時に魔法パワーを使い切ってしまったため52話ではアクリル級に戻ってしまう。
ステッキを手に入れてもまともに魔法が使えなかったのは怠惰だけが原因ではなく、禁断の森に入ってダイアナを封印を解いてしまった為。
ジュエスポの人気投票ではガーネット・サフィーとベスト3を争っていた人気ジュエルペットの1人だが、第37話にてペリドット・ルナ・ミルキィにその座を奪われてしまう。それでも特に悔しがりしはなかったが、ガーネットとサフィーはそれぞれ4,5位にランクインしていたのに対し、自身はベスト10にも入っていないことを知ってショックを受けていた。
アップルパイが大好物で本人はトールの次に好きなものだという。
ガーネット
声 - 平野綾
ジュエルパワー：愛
反応した人物：朝岡みなみ
モテカワキャットを自称するおしゃれ好きで、時ともなしに手鏡を取り出してはリボンの位置を気にしている。不潔なものは嫌いで、当初はみなみのパートナーになるのを否定したが、彼女の部屋の秘密を知り、考えを改めた。ジュエルランドにおいての魔法の筆記試験の成績は50点であり、魔法レベルは成功率50%のグラス級である。しかし、ジュエルステッキを手にしてから魔法レベルはクリスタル級に昇進した。
ジュエスポの人気投票ではルビー・サフィーとベスト3を争っていた人気ジュエルペットの1人だが、第37話にてペリドット・ルナ・ミルキィにその座を奪われてしまうも、4位にランクイン。
サフィー
声 - ささきのぞみ
ジュエルパワー：友情と知
反応した人物：有栖川あおい
大人しくて控えめ、マイペースな性格。初等科とはいえ魔法レベルは最上級のクリスタル級を誇る。魔法の成功率自体は100%だが、掛かった魔法が予期せぬ展開を招くことがある。性格に反してプライドは高く、ガーネットから「おこちゃま」呼ばわりされるとそれに反発したり、ペリドットらより人気が落ちたことをガーネット以上に気にしていた。人の名前を呼ぶ時はにほとんど「〜ちゃん」づけする。大の病院嫌いでもある。
ジュエスポの人気投票ではルビー・ガーネットとベスト3を争っていた人気ジュエルペットの1人。第37話にてペリドット・ルナ・ミルキィにその座を奪われてしまうも、5位にランクイン。人気投票で負けたことを実は気にしている。

#### サブジュエルペット
リン
声 - 早川真由
正式名：シトリン
反応した人物：麺間ラー子
第4話から登場。おしゃべりで商売の話が好き。関西弁をしゃべり、「面白いギャグで自分を笑わせること」を魔法で願いを叶える交換取引としてかわしている。ソロバンを所持している。
カイト
声 - 沢城みゆき
ジュエルパワー：スポーツ
反応した人物：宮本久志
第5話から登場。元気に溢れるスポーツ好きの男の子。応援団長の衣装を着て扇を振りかざしながら応援の掛け声を上げる。パートナーの宮本を「兄貴」と呼び、かなり息が合っている。語尾に「〜であります」をつける。
プレーズ
声 - 岩村愛子
ジュエルパワー：勉強
反応した人物：麻布涼子、麻布美咲
第6話から登場。ルビーと友達で、彼女の願いを聞くと魔法を使うほどである。
キング
声 - 木内秀信
ジュエルパワー：健康
反応した人物：服部玄士郎
第7話から登場。しゃがれ声で、お国なまりのしゃべり方が特徴。ひょうきんで前向きな性格。健康の魔法には、魔法を掛けられる者に苦痛が伴う。
しかし、他のジュエルペットに比べて人気が低いことから、次第に自らの存在意義に悩むようになる。第35話では行方不明になっていた恋仲のラピスと再会するものの、彼女はディアンの魔法で悪い心の持ち主になってしまい取り戻そうとするが、ジュエルゲームのドッジボールでダイアナたちに敗れ、「自分ならいなくなっても問題にならない」と考え、連れて行かれるはずのりんこを庇って自らの意思で封印の谷に行ってしまった。
以降はダイアナとディアン側のジュエルペットとしてりんこたちと対決するも最終的に洗脳が解かれた。
一人称は「わたす」、口癖は「〜だす」。志村けんがモチーフになっている。
ラルド
声 - 土屋真由美
ジュエルパワー：家族愛
反応した人物：紅玉小百合・紅玉光夫
第8話から登場。のんびり屋でマイペース。楽器を演奏するのが得意（特にオカリナ）。好きな言葉は「仲良きことは〜」。名前に関しては8話では呼び名もエンディングクレジットも「エメラルド」になっていたが、18話ではいずれも「ラルド」に訂正されている。
リル
声 - 藤田知美
ジュエルパワー：心身浄化
反応した人物：広尾恵
第9話から登場。「美しい」と言う時に「ぶつくしい」と変えて会話する。ミスジュエルランドで優勝経験もある美のカリスマ。エッセイ「ぶつくしさそれは罪」も売れているがダイエットには外見だけでなく心のダイエットも重要だと考えている、ダイアナから鏡を見ると自分がブタに見えてしまう呪いをかけられた広尾恵に魔法をかけて呪いを解いた。この魔法は50%の成功率だった。
トール
声 - 竹内順子
ジュエルパワー：冒険
発見された場所：動物園（ただし、パートナーは朝岡ひろし・哲也）
第10話から登場。大貴族のお坊ちゃま。キザでじっとしているのが苦手な性格。人の心に反応せずに自らジュエルチャームとして姿を現した。大の冒険好きで、宝ヶ石動物園をジャングルに変えてしまう。また運動神経も抜群であり、ジュエルランドの道端でパンをくわえたルビーと鉢合わせになったとき、吹っ飛んだパンを宙返りでキャッチする姿を見せ、ルビーに一目惚れされた。それ以来彼女のことを「おてんばレディ」と呼び、ルビーには様付けで呼ばれている。
フローラ
声 - 金田アキ
ジュエルパワー：未来への指標
反応した人物：帯刀啓吾
第11話から登場。のんびり屋だが、心優しくてピュアな性格。ふわふわの羊毛が目印。話すときは語尾に「〜です」をつける。
ペリドット
声 - 甲斐田ゆき
ジュエルパワー：夢
反応した人物：ミッチー
第12話から登場。見た目は清楚だが、元気な性格で手にはマイクを持っているため盛り上がらないと魔法を使わない。西洋かぶれな所があり、しゃべるときに英語を使うことが多い。作中ではグッズが売り切れるほどの人気を得ている。
ミルキィ
声 - 内海慶子
ジュエルパワー：思いやり
反応した人物：チエ
第13話から登場。怖がりでフリルなどが好き。いつも「いじめないでね」と訴える。話すときは語尾に「〜です」をつける。第27話では地元の訛りが移って東北弁を披露。性格も若干変わった。
コハク
声 - 皆川純子
ジュエルパワー：金運
反応した人物：アオジソ
第14話から登場。キビキビした性格だが、誠実でしゃべるときも敬語を使う。風邪気味なことが多い。本来はアオジソのジュエルペットだが、悪人に手を貸すのが嫌いなため、最終的に離れているのでアオジソやハーブ団のジュエルペットにはなっていないが、最終話はアオジソとの思い出を認める。
ルナ
声 - 宍戸留美
ジュエルパワー：女性特有の問題を解決
反応した人物：壁野花子
第15話から登場。自由気ままでマイペースな性格。趣味はスケッチ。話すときは語尾に「〜だナ」をつける。魔法パワーはガラス級である。
ネフライト
声 - 尾崎恵
ジュエルパワー：チームワークとリーダーシップ
反応した人物：七瀬晃
第16話から登場。陽気でわんぱく、ファンキーな性格でソウルミュージックやダンスが好き。話すときも「ゲロッパ!（Get up!）」のフレーズを挟む。
ユーク
声 - 吉田仁美
ジュエルパワー：知性と洞察力
反応した人物：紅玉りんこ・朝岡みなみ・有栖川あおい・帯刀啓吾・総理
第17話から登場。魔法レベルはアクリル級だが、努力家であり魔法学校でも熱心に探偵学を勉強していた。なお、このときサフィーが見ていた。プライドが高く、魔法など非科学的なものを否定しており、ジュエルペットの中で唯一魔法を使わない。ただし、アニメ52話（最終話）では初めて魔法を使った。
アクア
声 - 桜塚やっくん
ジュエルパワー：穏やかさと安らぎ
反応した人物：桜木ナオト
第21話から登場。普段は穏やかな性格だが「金魚」呼ばわりされることを嫌い、呼ばれると性格が一変する。ジュエルペットで唯一の魚型のジュエルペットで宙を自在に飛ぶことができる。
カイヤ
声 - 酒井香奈子
ジュエルパワー：自立
反応した人物：ミント
第24話から登場。魔法レベルはグラス級だが、ルビーたちの憧れの存在。ミントがダイアナの言いなりになってしまい自立できない状態にあるのを心配しており、ミントがダイアナと決別したその後も、ミントと行動を共にしている。なおカイヤがジュエルチャーム時に売ろうとしたが1円の価値もつかなかった後投げ捨てられたのでカイヤの所有は一応放棄されている。そのためミントのジュエルペットとは認められていなかったが、第51話再登場時にはミントと打ち解けた模様。
オパール
声 - 沢城みゆき
ジュエルパワー：覚醒
第26話に一度登場し、第51話においてスーパークリスタル級に成長したルビーによって再度召喚された。オパールのジュエルパワーで、ダークディアンの奥深く眠る良き心のディアンを覚醒をはかるが、ダークディアンの魔法力が上回っていたため一度は失敗に終わるが、再度ジュエルパワーでりんこのジュエルステッキに皆の思いの覚醒の力を加えた。
ジュエルランドにおいて、伝説のジュエルペットとして伝わる存在。りんこがジュエルステッキの力を発動させた際に、チャーム形態で現れ、本来の姿となったその力でりんこたちの危機を救った。
セガトイズやサンリオ公式での宝石運は「隠れていた才能を引き出す」の力を持つ設定がある。
チターナ
声 - 江里夏
ジュエルパワー：バランスの取れた性格になる。
反応した人物：日向蔵之輔
第29話から登場。すばしっこくておしゃべり。自称江戸っ子で口が達者である。寒いギャグをかますことが多いが、魔法レベルはクリスタル級の優等生。「〜でナイト」が口癖だが、本人はギャグのつもりで言っている。
ダイアナのダーク魔法がパワーアップしたことでジュエル手帳の力ではチターナをジュエルペットに戻すことができなかったが、ジュエルステッキの力でチターナをジュエルペットに戻すことができた。
サンゴ
声 - 酒井玲
ジュエルパワー：不幸を跳ね飛ばす
反応した人物：姫野リリカ
第31話から登場。新体操のリボンを回すのが好きな、元気で明るい女の子。楽観的で物事に動じないところがある。口癖は「大丈夫」。
タータ
声 - 竹内順子
ジュエルパワー：勇気
発見された場所：ジュエルステッキの魔法により、りんこの家で出現
第32話から登場。遊ぶこと、食べること、いたずらが大好き。ルビーとは仲が良く、2人で騒動をよく起こす。ジュエルパワーが「勇気」、魔法レベルもアクリル級、その上魔法を使えば爆発するなどルビーと共通点が多い。また、登場シーンの振り付けもルビーと一緒である。口癖は「〜だモン」。
ラブラ
声 - 沢城みゆき
ジュエルパワー：いたずら
第39話から登場。物語の途中で新たに生まれた赤ちゃんのジュエルペット。生まれながらスーパークリスタル級の魔法レベルを持つ天才児。いたずらが好き。ちゃお2009年度の9月号の読者公募でモチーフ動物が決められたキャラクター。
セガトイズやサンリオ公式での宝石運は「潜在能力を開花させる」である。

#### ダーク魔法のジュエルペット
ダイアナ
声 - 宍戸留美
ダーク魔法を使い人間界で悪巧みを行うジュエルペット。人間界で悪さをして、ジュエルランドの禁断の森の中で魔女に封印されたが、鬼ごっこをしていたルビーが封印像を壊した。チャームの姿のまま人間界に落とされたが、チャームの状態でセージの愛猫「ちび黒」（本物のちび黒は本来の飼い主の兄妹が見つけて帰った）の名を騙ることによってセージを欺き、チャームの姿から解放された。それ以降怪盗ハーブ団にジュエルチャームを集めさせているが、彼女自身にとってはジュエルチャームよりも、魔法力を上げディアンの封印を解くために心にジュエルチャームを持つ人間にダーク魔法を掛けていた。しかしハーブ団が手にしたジュエルチャームは一つも無い。また同じ目的でジュエルステッキを欲していたが、りんこが所有者となり失敗しハーブ団にも決別される。それでも人間界でダーク魔法を使い続けていたが、ジュエルチャームが全て回収されたと知り、りんこに戦いを挑んだ。戦いには敗れたものの魔法力が上がりディアンの封印を解く。兄思いな一面があり、ディアンのことを「お兄様」と呼び慕っている。逆に言えばディアンだけには優しく、他の者には意地悪でなおかつ冷たい態度をとっている。「さめ屋」の「ゴマ味噌ゆずこしょうかまぼこ」が大好物で嫌いな物はバナナ。笑い方は「ニャッハハハ」。彼女の箒は普通のジュエルペットの乗るものと色が違い、紫色である。
ジュエスポの人気投票ではワースト2だった。
最終的には兄を救うためルビーたちに協力し改心した。最終回のエピローグでは、人間の家でディアンと共に生活している。
セガトイズやサンリオの公式サイトでの宝石運は「女の子の魅力アップ」の力を持つ設定がある。
ディアン
声 - 福山潤
第33話から登場。ダイアナの兄。かつてディアン事件をおこしたため、封印の谷でチャーム姿のまま氷漬けで封印されていたが、ダイアナの魔法力により復活。自分を封印した魔女たちに復讐すべくジュエルステッキを狙っていたが、そのジュエルステッキが今はりんこにしか使えないと知り、ジュエルゲームで勝利し、りんこ諸共ジュエルステッキを手に入れようとたくらむ。氷漬けの影響により冷え性になっており体を温めていなければクシャミをするためこたつによく入っている。こたつの温度は50度に設定している。魔法薬で人間となりアンディ・サマエル（声：福山潤）と名乗る。ノースランドの王子で交流を深めるという名目で虹色学園に転校してきたが、真の目的はりんこに近づくためである。彼自身はいがみあってばかりで魔法にばかり頼る人間はジュエルペットより劣っているという考えを持ち、人間を嫌っているようである。一人称は「ボク」、七瀬のことを「にゃにゃせ」という。普段はダイアナより落ち着いているが、ダイアナ以上に冷酷な面を見せることもある。ダーク魔法のジュエルペット時は黒いマントを着用、箒も普通と違い黒色で形も異なる。
ジュエスポの人気投票ではワースト3だった。
和解後は改心し性格がかなり軟化した。最終回のエピローグでは、人間の家でダイアナと共に生活している。
セガトイズやサンリオ公式での宝石運は「自分らしさを引き出す」の力を持つ設定がある。
ダークディアン
第51話から最終回に登場。暴走した悪いディアンが、良き心のディアンと切り離された姿。この時良き心のディアンは心の奥底で眠っている状態。
オパールのジュエルパワーで、奥深く眠る良き心のディアンを覚醒をはかるが、ダークディアンの魔法力が上回っていたため一度は失敗に終わるが、皆の思いを込めたりんこのジュエルステッキの放つ光に良き心のディアンが覚醒しりんこやルビーたちと和解したことでダークディアンが消滅し同時にダーク魔法も消え失せた。

#### ジュエルエイト
ディアンが持っていたチャームから復活した8匹のジュエルペット。ラピス以外は復活後、ディアンのダーク魔法で性格とジュエルパワーを正反対に変えられてしまい騒動を起こすが、いずれもりんこたちがジュエルゲームに勝利したことにより元に戻っている。
ニック
声 - 井口祐一
ジュエルパワー：仲直り
第33話から登場。「ジュエルエイト」の1匹目。本来は喧嘩より話し合いがモットーの優しい男の子。ダーク魔法から戻った後はジュエルランドへ帰還。ビミョーダ・トライアングルからの最初の生還者となった。
アメリ
声 - 悠木碧
ジュエルパワー：真実の愛を守り抜く
第34話から登場。「ジュエルエイト」の2匹目。目がくっきりとしている。「〜なり」が口癖。
ラピス
声 - 竹内順子
ジュエルパワー：邪気を払う
第35話から登場。「ジュエルエイト」の3匹目。自ら邪気を感じ取ることができる。キングが思いを寄せている。第46話にてキングを思う愛の力により自力でディアンのダーク魔法解除に成功するが、そのままキングと共に捕らえられてしまう。
クリス
声 - 金田アキ
ジュエルパワー：仕事運
第37話から登場。「ジュエルエイト」の4匹目。京都弁を話すおっとり系の男の子。
イオ
声 - ささきのぞみ
ジュエルパワー：心身リフレッシュ
第38話から登場。「ジュエルエイト」の5匹目。長く垂れ下がった耳が特徴で、その耳で宙を飛ぶことができる。
トパーズ
声 - 金田アキ
ジュエルパワー：自信がつく
第42話から登場。「ジュエルエイト」の6匹目。こんもりした長い髪が特徴的で、名古屋弁を話す（ただし、口癖は「〜みゃ」）。
アレク
声 - 五十嵐裕美
ジュエルパワー：未来の可能性を示す
第44話から登場。「ジュエルエイト」の7匹目。ブラウニーと大の仲良し。「〜でございます」が口癖。
ブラウニー
声 - 波田野由衣
ジュエルパワー：想像力
第44話から登場。「ジュエルエイト」の8匹目。アレクと大の仲良し。一人称は「オイラ」で、「〜うにうに」を語尾につけて話す。

## アイテム
ジュエル手帳
りんことルビーがジュエルチャームからジュエルペットに戻す呪文を唱えるときに開く。また、第14話ではラクマージョからダイアナがダーク魔法を使用された人を点滅して反応するように魔法を加えた。
ジュエルチャーム
現れたときにりんことルビーが（第1話ではりんこが唱えた）「プリプリ・プルリン・プリリズム・オープン・ジュエル・ハート」と唱えるとジュエルペットが現れる。高く売り出そうとハーブ団が狙っていたが、カイヤのジュエルチャームを宝石店に売り出そうとしたところ、「見たことのない宝石だ」と一時は絶賛されたが、「良く見たらおもちゃじゃないか」と店員に激昂され売れずに追い出されてしまう。ジュエルランドでは売り出したら高価な値段とのことだが、ジュエルランドのお金はりんこたちの世界では価値が無い。第2話以降、呪文を唱える際のりんこの服装は制服（冬服）に、チャームは一時的にルビーのものとなる。また、ジュエルステッキをりんこが手にしてからは（第29話以降）、呪文やりんこの服装が一新された。ジュエルゲームでは負けた方で連れて行かれるものが一度チャームになるが、その時にジュエルペットだけでなく人間もチャームになれる。
ジュエルステッキ
りんこの持つ赤いジュエル手帳とダイアナの持つ黒いジュエル手帳をあわせると出てくる1000年に一度しか出ない伝説のアイテム。絶大なパワーを持つが、正しく使えば夢のステッキ、誤って使えば悪魔のステッキとなる。ただし、最初にジュエルステッキに触った人のみしか使えない。呪文は「プリプリ・プルリン・プリリズム・オープン・ジュエル・ハート・エボリューション」。ジュエルランドが氷河期になったとき、先代の魔女がこのステッキを使ってオパールとともに元のジュエルランドに戻した。第30話からはジュエルステッキからミニジュエルステッキが現れ、ルビー、ガーネット、サフィーが使えるようになり、ジュエルペットを呼ぶことができる。また、ルビーは赤、ガーネットはピンク、サフィーは水色のリボンがポイントになっている。呪文は「プリプル・プロプル・プリフォニー・○○ジュエルリターン」で、第32話では3人の魔法の呪文の前に「ミラクルミリオン」がついた。なお心が宿っているため、感情表現の時は何か行動で示してくる。

## 用語
魔法レベル
ジュエルペットの持つ魔法力のレベル。全部で4段階あり、アクリル→グラス→クリスタル→スーパークリスタルの順に強くなる。
アクリル級
魔法レベルの最下級に属するレベル。生まれたばかりのジュエルペットはレベルがアクリル級らしい（例外としてラブラ）。成功率は0%となっているが、ごく稀に魔法が成功するので完全に0というわけではない。魔法をかける際には爆発するなど予想外の事態が起きやすく、まともに魔法が成功することはほとんどない。該当者：ルビー、ユーク、タータ
グラス級
魔法レベルの中級に属するレベル。成功率は50%。アクリル級ほどではないが魔法が掛る時には予想外の事態が起きたり、または成功したとしても制限時間がある、魔法をかけられた人間の努力次第など、魔法が不完全に成功する。該当者：ガーネット、リル、カイヤなど
クリスタル級
魔法レベルの上級に属するレベル。成功率は100%。魔法が完全に成功するもののごく稀に予想外の事態が起きることもあるので、成功率が必ずしも100%とは言いきれない。該当者：サフィー、チターナなど
スーパークリスタル級
魔法レベルの最上級に属するレベル。このレベルに属するジュエルペットは数えるほどしかいない。魔法力はクリスタル級をはるかに上回る。該当者：ラブラ

ジュエルゲーム
古代ジュエルランド時代から始まる伝統のゲーム。2チームに分かれて決められた内容により競い合い、勝者側が敗者側から望むものを手に入れることができる。なお、ゲームの最中は周りの人々がゲームを気にしないよう魔法がかけられるため、不要な騒ぎが起こることはない。
ダーク魔法
ダイアナやディアンの使う魔法。人の運気を下げてしまう魔法を扱うなど、他のジュエルペットとは異なる部分がある。ダイアナの使う呪文は「ダーク・ダーク・ダイアモンド・アイズ・パワー」。ディアンの使う呪文は「ダーク・ダーク・オブシディアン・アイズ・パワー」。特にディアンの魔法力は群を抜いており、ジュエルステッキの魔法すらはじき返し、「ピロピロ・ピロロン・ピリリズム・カモン・ジュエル・ライト」という呪文でジュエル手帳なしにチャームをジュエルペットに戻すこともできる。ダイアナとディアン以外の呪文は「プルプル・プリズム・ジュエリズム・（名前）・ジュエル・フラッシュ」、ディアンのダーク魔法で操られたジュエルペットの呪文は「ピロピロ・ピリウム・ジュエリズム・（名前）・ジュエル・フラッシュ」。ダーク魔法にかけられた者はネコの足跡マーク（ネコ足マーク）がつく。このマークは、青紫色で人には見えない→人に見えるようになる→赤紫色の順にダーク魔法が強くなっていることを意味する。
ディアン事件
ジュエルランドが人間界とつながっていた頃、ディアンが自分たちより力の劣る人間との共存を拒み数多くの人間を石に変えた事件。後にジュエルランドでこのように呼ばれ、ジュエルランドと人間界の友好断絶のきっかけになったとされている。
ビミョーダ・トライアングル
ジュエルランドのはるか沖にある魔の海域。ジュエルエイトが乗った船がここで遭難し消息不明となっている。

## ルビー博士のジュエルペット紹介
第1シリーズでは第6話から次回予告の前に博士姿に扮したルビーがジュエルペットやアイテムを紹介するミニコーナーとして組み込まれた。その週に登場したジュエルペットを紹介することが多いが、回によってはアイテムも紹介されることがある。
| 話数                                                      | 紹介した内容                   |
| --------------------------------------------------------- | ------------------------------ |
| 6 - 13、15 - 17、21、24、29、31 - 35、37、38、42、44 - 46 | ジュエルペット                 |
| 14                                                        | ジュエル手帳                   |
| 18 - 20                                                   | ジュエルチャーム               |
| 22、23、43                                                | ジュエルランド                 |
| 25                                                        | ジュエルペットの先生           |
| 26 - 28、30                                               | ジュエルステッキ               |
| 36、41                                                    | 気になる人                     |
| 40、47                                                    | キング博士のジュエルペット紹介 |
| 48、49                                                    | ピンチなこと                   |

- 44話は2匹紹介

## スタッフ
- 企画 - ウィーヴ
- 原作 - サンリオ、セガトイズ
- 監督 - 佐々木奈々子
- 監督助手 - 池田重隆
- シリーズ構成 - 前川淳
- キャラクターデザイン - 宮川知子
- 美術監督 - 福田和矢、高木わくみ
- 色彩設計 - 石黒文子
- 編集 - 中葉由美子、村井秀明
- 撮影監督 - 大井勝利、菊池達也
- 音響監督 - 平光琢也
- 音楽 - 浜口史郎
- プロデューサー - 野渡直樹、渡辺和哉、可知秀幸、別府幸司
- アニメーション制作 - スタジオコメット
- 製作 - テレビ大阪、読売広告社、ジュエルペット製作委員会

## 主題歌
オープニングテーマ「マジ?マジ!マジカル☆ジュエル」
作詞 - 森由里子 / 作曲 - 牧野幸介 / 編曲 - 新井理生 / 歌 - 浅香唯
- 第34話からはオープニング映像の一部が変更。
- 第50話からオープニング前にアバンタイトルが挿入された。

エンディングテーマ「笑顔のループ」
作詞 - 森由里子 / 作曲・編曲 - 渡部チェル / 歌 - 堀江美都子
挿入歌「ストロベリータイム」（第37話）
歌 - ペリドット（甲斐田ゆき）、ルナ（宍戸留美）、ミルキィ（内海慶子）

## 各話リスト
| 話数              | サブタイトル                        | 脚本     | 絵コンテ     | 演出                    | 作画監督                       | 放送日        | 収録DVD |
| ----------------- | ----------------------------------- | -------- | ------------ | ----------------------- | ------------------------------ | ------------- | ------- |
| 第1話             | キラキラ☆宝石が降ってきた           | 前川淳   | 佐々木奈々子 | 佐々木奈々子            | 一川孝久                       | 2009年 4月5日 | VOL.1   |
| 第2話             | ドキドキ♡告白したいの               | 前川淳   | 池田重隆     | 池田重隆                | 吉川真一 樋口聡一              | 4月12日       | VOL.1   |
| 第3話             | バイバイ(>_<)有栖川さん             | 竹内利光 | 矢野博之     | 石踊宏                  | 松本勝次                       | 4月19日       | VOL.2   |
| 第4話             | ツルツル♡愛情いっぱい               | 笹野恵   | 高柳哲司     | 佐々木皓一              | 古池ゆかり                     | 4月26日       | VOL.2   |
| 第5話             | メラメラ!さわやか剣法               | 江夏由結 | 尼野浩正     | サトウ光敏              | 武内啓                         | 5月3日        | VOL.2   |
| 第6話             | チキチキ!埠頭の決闘                 | 前川淳   | 雲井一夢     | 田中智也                | 山崎展義                       | 5月10日       | VOL.3   |
| 第7話             | ムキムキ!七つの傷を持つ執事         | 竹内利光 | 尼野浩正     | 清水久敏                | 本橋秀之                       | 5月17日       | VOL.3   |
| 第8話             | アツアツ♡りんこの涙はエメラルド     | 山田隆司 | 佐々木奈々子 | 樋口まさお              | 一川孝久                       | 5月24日       | VOL.3   |
| 第9話             | プリプリ♡ブつくしくなりたいの       | 笹野恵   | 池田重隆     | 池田重隆                | 樋口聡一 山崎輝彦              | 5月31日       | VOL.4   |
| 第10話            | パオパオ!ツインズ・アドベンチャー   | 江夏由結 | 石踊宏       | 石踊宏                  | 松本勝次                       | 6月7日        | VOL.4   |
| 第11話            | イケイケ!総理大臣主席秘書官帯刀啓吾 | 前川淳   | 中村憲由     | 佐々木皓一              | 古池ゆかり                     | 6月14日       | VOL.4   |
| 第12話            | ダメダメ(T_T)夢をなくした王子様     | 竹内利光 | 高柳哲司     | サトウ光敏              | 武内啓                         | 6月21日       | VOL.5   |
| 第13話            | マジマジ!?帯刀の彼女はりんこ?       | 山田隆司 | 尼野浩正     | 田中智也                | 山崎展義                       | 6月28日       | VOL.5   |
| 第14話            | モシモシ?ダイアナって何者!?         | 前川淳   | 佐々木奈々子 | 樋口まさお              | 一川孝久                       | 7月5日        | VOL.5   |
| 第15話            | だナだナ!モデルの彼に会えるかナ!?   | 笹野恵   | 福本潔       | 福本潔                  | 日高真由美                     | 7月12日       | VOL.6   |
| 第16話            | カリカリ!気にいらない転校生         | 江夏由結 | 池田重隆     | 池田重隆                | 佐々木敏子 松本弘 山崎輝彦     | 7月19日       | VOL.6   |
| 第17話            | ドコドコ?ダイアナを見つけ出せ       | 竹内利光 | 石踊宏       | 石踊宏                  | 松本勝次                       | 7月26日       | VOL.6   |
| 第18話            | ワクワク!ジュエルランドで夏休み     | 山田隆司 | 中村憲由     | 佐々木皓一              | 古池ゆかり                     | 8月2日        | VOL.7   |
| 第19話            | ミニミニ!ダイアナとハーブ団         | 前川淳   | サトウ光敏   | サトウ光敏              | 武内啓                         | 8月9日        | VOL.7   |
| 第20話            | ピチピチ♡ラブビーチ大作戦           | 笹野恵   | 尼野浩正     | 田中智也                | 山崎展義                       | 8月16日       | VOL.7   |
| 第21話            | オラオラ!暴れん坊伝説               | 竹内利光 | 佐々木奈々子 | 樋口まさお              | 一川孝久                       | 8月23日       | VOL.8   |
| 第22話            | バチバチ☆りんこVS晃                 | 江夏由結 | 福本潔       | 福本潔                  | 日高真由美                     | 8月30日       | VOL.8   |
| 第23話            | アレアレ?どこへ行ったのルビー!?     | 山田隆司 | 池田重隆     | 池田重隆                | 松本弘 菅野智之                | 9月6日        | VOL.8   |
| 第24話            | ナニナニ?ジュエルステッキ!?         | 前川淳   | 石踊宏       | 石踊宏                  | 松本勝次                       | 9月13日       | VOL.9   |
| 第25話            | ヤダヤダ!ねらわれたジュエル手帳     | 前川淳   | 佐々木皓一   | 佐々木皓一              | 古池ゆかり                     | 9月20日       | VOL.9   |
| 第26話            | プルプル!りんこのミラクルパワー     | 前川淳   | サトウ光敏   | サトウ光敏              | 武内啓                         | 9月27日       | VOL.9   |
| 第27話            | ノリノリ!ジュエルランドでお勉強     | 笹野恵   | 尼野浩正     | 田中智也                | 山崎展義                       | 10月4日       | VOL.10  |
| 第28話            | スキスキ♡りんこの王子様             | 江夏由結 | 佐々木奈々子 | 樋口まさお              | 一川孝久                       | 10月11日      | VOL.10  |
| 第29話            | ヤバヤバ!?ダイアナが復活            | 山田隆司 | 福本潔       | 福本潔                  | 飯飼一幸                       | 10月18日      | VOL.10  |
| 第30話            | クルクル(@_@)回転寿司が静止する日   | 竹内利光 | 石踊宏       | 石踊宏                  | 松本勝次                       | 10月25日      | VOL.11  |
| 第31話            | シクシク(；_；)お嬢様は疫病神       | 山田隆司 | 池田重隆     | 池田重隆                | 梶浦紳一郎                     | 11月1日       | VOL.11  |
| 第32話            | メラメラ!ダイアナと最終決戦         | 加藤還一 | 高柳哲司     | 佐々木皓一              | 古池ゆかり                     | 11月8日       | VOL.11  |
| 第33話            | デタデタ!新たな敵ディアン           | 前川淳   | 尼野浩正     | サトウ光敏              | 武内啓                         | 11月15日      | VOL.12  |
| 第34話            | ハイハイ!赤ちゃん大暴走             | 笹野恵   | 矢野博之     | 田中智也                | 山崎展義                       | 11月22日      | VOL.12  |
| 第35話            | ダスダス!キング心の旅               | 竹内利光 | 佐々木奈々子 | 樋口まさお              | 一川孝久                       | 11月29日      | VOL.12  |
| 第36話            | キタキタ(ﾟ∀ﾟ)りんこの王子様!?       | 江夏由結 | 福本潔       | 福本潔                  | 飯飼一幸                       | 12月6日       | VOL.13  |
| 第37話            | うふうふ♡新三人娘人気急上昇         | 山田隆司 | 石踊宏       | 石踊宏                  | 松本勝次                       | 12月13日      | VOL.13  |
| 第38話            | メリメリ☆サンタが街にやってきた     | 加藤還一 | 池田重隆     | 池田重隆                | 菅野智之 木下由美子 山本健一朗 | 12月20日      | VOL.13  |
| 第39話            | バブバブ!ジュエルペット誕生         | 前川淳   | 佐々木皓一   | 佐々木皓一              | 古池ゆかり                     | 12月27日      | VOL.14  |
| 第40話            | ウキウキ!?ハッピー初夢大騒動        | 竹内利光 | 尼野浩正     | 佐藤清光                | 武内啓                         | 2010年 1月3日 | VOL.14  |
| 第41話            | メロメロ♡白馬に乗った王子様         | 江夏由結 | 佐々木奈々子 | 田中智也                | 山崎展義                       | 1月10日       | VOL.14  |
| 第42話            | ブルブル!学校の怪談                 | 笹野恵   | 尼野浩正     | 樋口まさお              | 一川孝久                       | 1月17日       | VOL.15  |
| 第43話            | オロオロ!魔女たちの試練             | 山田隆司 | 福本潔       | 福本潔                  | 飯飼一幸                       | 1月24日       | VOL.15  |
| 第44話            | ハラハラ!今日が人類最後の日?        | 加藤還一 | 石踊宏       | 石踊宏                  | 松本勝次                       | 1月31日       | VOL.15  |
| 第45話            | イヤイヤ!みんなキングになっちゃった | 前川淳   | 池田重隆     | 池田重隆                | 梶浦紳一郎                     | 2月7日        | VOL.16  |
| 第46話            | ラブラブ!?バレンタインマジック      | 竹内利光 | 佐々木皓一   | 佐々木皓一              | 古池ゆかり                     | 2月14日       | VOL.16  |
| 第47話            | アゲアゲ!プロポーズ大作戦           | 山田隆司 | 尼野浩正     | 佐藤清光                | 武内啓                         | 2月21日       | VOL.16  |
| 第48話            | ウルウル(；д；)悲しみの結婚式       | 江夏由結 | 佐々木奈々子 | 樋口まさお 佐々木奈々子 | 一川孝久                       | 3月7日        | VOL.16  |
| 第49話            | ビリビリ!ディアンVS四人の魔女       | 笹野恵   | 尼野浩正     | 田中智也                | 山崎展義                       | 3月14日       | VOL.17  |
| 第50話            | フレフレ!離れていても心は一緒       | 加藤還一 | 福本潔       | 福本潔                  | 飯飼一幸                       | 3月21日       | VOL.17  |
| 第51話            | ブイブイV(^▽^)V帰ってきたアイツら   | 前川淳   | 石踊宏       | 石踊宏                  | 松本勝次                       | 3月22日       | VOL.17  |
| 第52話 （最終回） | キスキス♡ジュエルペットは友達       | 前川淳   | 佐々木奈々子 | 池田重隆 佐々木奈々子   | 一川孝久 宮川知子              | 3月28日       | VOL.17  |

## 放送局

### 日本国内での放送
| 放送地域       | 放送局             | 放送期間                      | 放送日時                            | 系列           | ネット状況       |
| -------------- | ------------------ | ----------------------------- | ----------------------------------- | -------------- | ---------------- |
| 大阪府         | テレビ大阪         | 2009年4月5日 - 2010年3月28日  | 日曜 9:30 - 10:00                   | テレビ東京系列 | 製作局           |
| 北海道         | テレビ北海道       | 2009年4月5日 - 2010年3月28日  | 日曜 9:30 - 10:00                   | テレビ東京系列 | 同時ネット       |
| 関東広域圏     | テレビ東京         | 2009年4月5日 - 2010年3月28日  | 日曜 9:30 - 10:00                   | テレビ東京系列 | 同時ネット       |
| 愛知県         | テレビ愛知         | 2009年4月5日 - 2010年3月28日  | 日曜 9:30 - 10:00                   | テレビ東京系列 | 同時ネット       |
| 岡山県・香川県 | テレビせとうち     | 2009年4月5日 - 2010年3月28日  | 日曜 9:30 - 10:00                   | テレビ東京系列 | 同時ネット       |
| 福岡県         | TVQ九州放送        | 2009年4月5日 - 2010年3月28日  | 日曜 9:30 - 10:00                   | テレビ東京系列 | 同時ネット       |
| 奈良県         | 奈良テレビ         | 2009年4月17日 - 2010年4月9日  | 金曜 7:30 - 7:59                    | 独立局         | 遅れネット       |
| 宮城県         | 東北放送           | 2009年4月18日 - 2010年4月24日 | 土曜 7:00 - 7:30                    | TBS系列        | 遅れネット       |
| 和歌山県       | テレビ和歌山       | 2009年5月5日 - 2010年4月27日  | 火曜 17:30 - 18:00                  | 独立局         | 遅れネット       |
| 日本全域       | キッズステーション | 2009年7月27日 - 2010年8月23日 | 月曜 7:30 - 8:00 月曜 18:30 - 19:00 | CS放送         | リピート放送あり |

#### インターネット動画配信
U-NEXT
2014年11月5日に配信開始。

### 日本国外での放送
時間帯は全て現地時間。
香港
2010年7月9日から2011年1月7日無綫電視翡翠台にて、『寶石寵物』のタイトルで毎週木曜、金曜の17時15分-17時45分に放送。広東語 & 日本語二ヶ国語放送、繁体字字幕あり。
TVB兒童台、TVB WINDOW
台湾
YOYO TV
韓国
JEI-TV、カートゥーン ネットワーク
フランス
Teletoon+
スペイン
テレシンコ、Boing
メキシコ
Canal de las Estrellas
イタリア
Italia 1、Hiro、Boing
ポルトガル
Canal Panda
チェコ
Prima
フィリピン
カートゥーン ネットワーク
中東
Spacetoon
ロシア
Gulli